# Mesida mindiptanensis
Mesida mindiptanensis là một loài nhện trong họ Tetragnathidae.
Loài này thuộc chi Mesida. Mesida mindiptanensis được miêu tả năm 1975 bởi Chrysanthus.